# Коновалов Валентин Олександрович
Коновалов Валентин Олександрович (1930—1996) — радянський і російський художник кіно.

## З життєпису
Народився 13 квітня 1930 р. в П'ятигорську. Закінчив артилерійське училище в Тбілісі (1952) та Всесоюзний державний інститут кінематографії (1966, майстерня Й. Шпінеля).
Працював художником на кіностудії «Центрнаучфільм», «Мосфільм», в Театрі-студії кіноактора, на Одеській кіностудії, де оформив кінокартини «Вірність» (1965), «Міський романс» (1970), «Син чемпіона» (1978), «Військово-польовий роман» (1983).
Співавтор сценарію картини «У день свята» (1978) з режисером Петром Тодоровським.
У 1996 р. викладав на художньому факультеті ВДІКу.
Помер 3 червня 1996 р.

## Фільмографія
Художник-постановник:
- «Вірність» (1965, у співавт.)
- «Фокусник» (1967)
- «Міський романс» (1970)
- «Син чемпіона» (1978, у співавт.)
- «Військово-польовий роман» (1983)
- «По головній вулиці з оркестром» (1986)
- «Раз на раз не випадає» (1987)
- «Стара абетка» (1987)
- «Фантазер» (1988, фільм-балет; у співавт.)
- «Інтердівчинка» (1989, також, знявся в епізодичній ролі)
- «Мій чоловік — іншопланетянин» (1990)
- «Феофанія, яка малює смерть» (1991, у співавт. з Л. Розсохою)
- «Анкор, ще анкор!» (1992)
- «Очі» (1992)
- «Божевільна любов» (1992)
- «Страсті за Нероном» (фільм-балет) (1994, у співавт.)
- «Що за чудова гра» (1995) та ін.